# 6255 Kuma
6255 Kuma (1994 XT) là một tiểu hành tinh vành đai chính được phát hiện ngày 5 tháng 12 năm 1994 bởi A. Nakamura ở Kuma Kogen.